# Live (album de Channel Zero)
Pour les articles homonymes, voir Liste des albums intitulés Live.
Albums de Channel Zero
Black Fuel
(1997)
Live, sorti fin 1997, est le cinquième album du groupe de heavy metal belge Channel Zero.

## L'album
Tous les titres de l'album ont été composés par les membres du groupe.
L'album a été enregistré en public le 15 août 1997 au Marktrock Festival de Louvain (Belgique). Il s'agit du dernier album du groupe avant leur reformation en 2010.

## Liste des titres
1. Black Fuel - 5 min 17 s
2. As a Boy - 3 min 32 s
3. Mastermind - 3 min 31 s
4. Self Control - 4 min 46 s
5. Fool's Parade - 4 min 12 s
6. Bad to the Bone - 2 min 28 s
7. Dashboard Devils - 2 min 49 s
8. Call on Me - 5 min 13 s
9. Run W.T.T. - 2 min 59 s
10. Heroin - 3 min 10 s
11. Suck my Energy - 4 min 54 s
12. Help - 3 min 26 s
13. Lonely - 2 min 48 s
14. Man on the Edge - 5 min 40 s

## Informations sur le contenu de l'album
Tous les titres de l'album sont issus soit de Unsafe (2, 6, 7, 9, 10, 11, 12, 13 et 14), soit de Black Fuel (1, 3, 4, 5 et 8).

## Les musiciens
- Franky "DSVD" De Smet Van Damme : voix
- Xavier Carion : guitare
- Tino De Martino : basse
- Phil Baheux : batterie